# Cai E
Cai E (chinês tradicional: 蔡鍔, chinês simplificado: 蔡锷, pinyin: Cài È, Wade–Giles: Ts'ai4 O4; 18 de dezembro de 1882 – 8 de novembro de 1916) foi um líder revolucionário e general chinês. Ele nasceu como Cai Genyin (chinês: 蔡艮寅, pinyin: Cài Gěnyín) em Shaoyang, Hunan, e seu sobrenome era Songpo (chinês: 松坡, pinyin: Sōngpō). Cai eventualmente se tornou um influente senhor da guerra em Yunnan, sendo mais conhecido por seu papel em desafiar as ambições imperiais (imperador Hongxian) de Yuan Shikai durante a Guerra Anti-Monarquia.
O nome de Cai também foi romanizado como Tsai Ao.

## Biografia

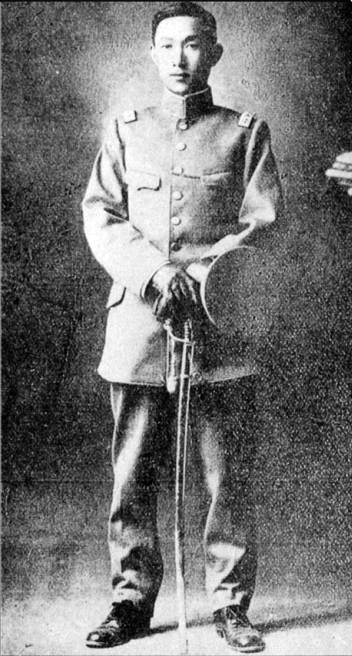

### Carreira

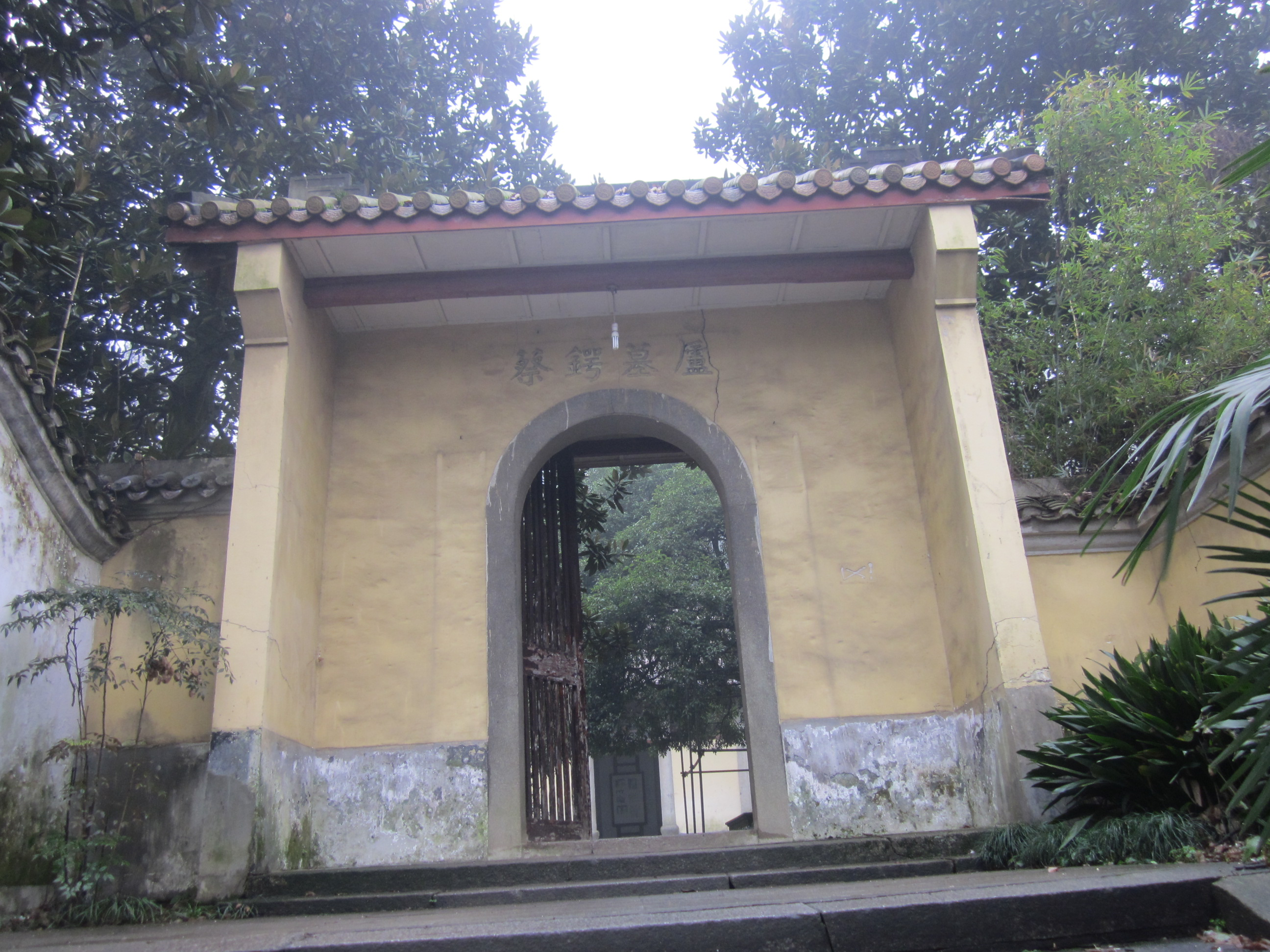
A Casa Memorial de Cai E, localizada na Montanha Yuelu, em Changsha, Hunan, China.

Cai estudou na prestigiosa e progressista Shiwu Xuetang (Escola de Assuntos Atuais), onde foi ensinado pelo intelectual da facção reformista Liang Qichao e Tang Caichang. Ele foi para o Japão em 1899. Cai retornou à China em 1900, quando tinha apenas 18 anos, e tentou participar de uma revolta contra a Dinastia Qing como parte do Exército de Auto-Apoio, uma milícia revolucionária liderada por Tang Caichang. Quando a rebelião falhou, Cai retornou ao Japão. Durante essa segunda estadia no Japão, ele recebeu treinamento militar na Tokyo Shimbu Gakko, seguido pela Academia do Exército Imperial Japonês.
Ele retornou à Província de Guangxi, onde ocupou vários cargos militares e estabeleceu uma academia de treinamento militar de 1904 a 1910. Enquanto estava em Guangxi, ele se juntou ao Tongmenghui, uma organização revolucionária chinesa dedicada à derrubada da dinastia Qing. Em 1910, foi transferido para a Província de Yunnan para comandar a 37ª Brigada do Novo Exército e lecionar na Academia Militar de Yunnan, em Kunming. Um de seus alunos na escola foi Zhu De, que começou a estudar lá em 1909 e se formou em 1912.
Pouco depois do início da Revolução Xinhai em 10 de outubro de 1911, Cai, liderando a 37ª Brigada, ocupou com sucesso Yunnan. Após a revolução, ele serviu como Comandante-em-Chefe do Governo Militar de Yunnan.
Cai E foi Governador de Yunnan de 1911 a 1913. Após a revolução, Cai ganhou uma reputação como forte defensor da democracia e do político do Kuomintang Song Jiaoren. Após o assassinato de Song por Yuan Shikai e a subsequente assunção de Yuan à presidência da República da China, Yuan removeu Cai do cargo e eventualmente o colocou em prisão domiciliar em Pequim.Beijing]]. Tang Jiyao substituiu Cai E como Governador Militar de Yunnan em 1913.

### Oposição a Yuan Shikai
Em 1915, Yuan Shikai anunciou seus planos de dissolver a República e proclamar-se imperador de uma nova dinastia. Após tomar conhecimento de suas intenções, Cai escapou de uma tentativa de assassinato em 11 de novembro, primeiro retornando ao Japão e depois a Yunnan. Após retornar a Yunnan, Cai estabeleceu o Exército local de Guerra de Proteção Nacional para lutar contra Yuan Shikai e defender a República.
Em 12 de dezembro, Yuan formalmente "aceitou" uma petição para se tornar imperador, e protestos se espalharam por toda a China. Em 23 de dezembro, Cai enviou um telegrama a Pequim ameaçando declarar independência se Yuan não cancelasse seus planos dentro de dois dias. Quando Yuan não respondeu favoravelmente, Cai declarou independência em 25 de dezembro e fez planos para invadir Sichuan. O governador de Guizhou se juntou a Cai na rebelião, declarando independência em 27 de dezembro. Yuan se auto-inaugurou como imperador em 1º de janeiro de 1916, e Cai ocupou com sucesso Sichuan ainda naquele mês.

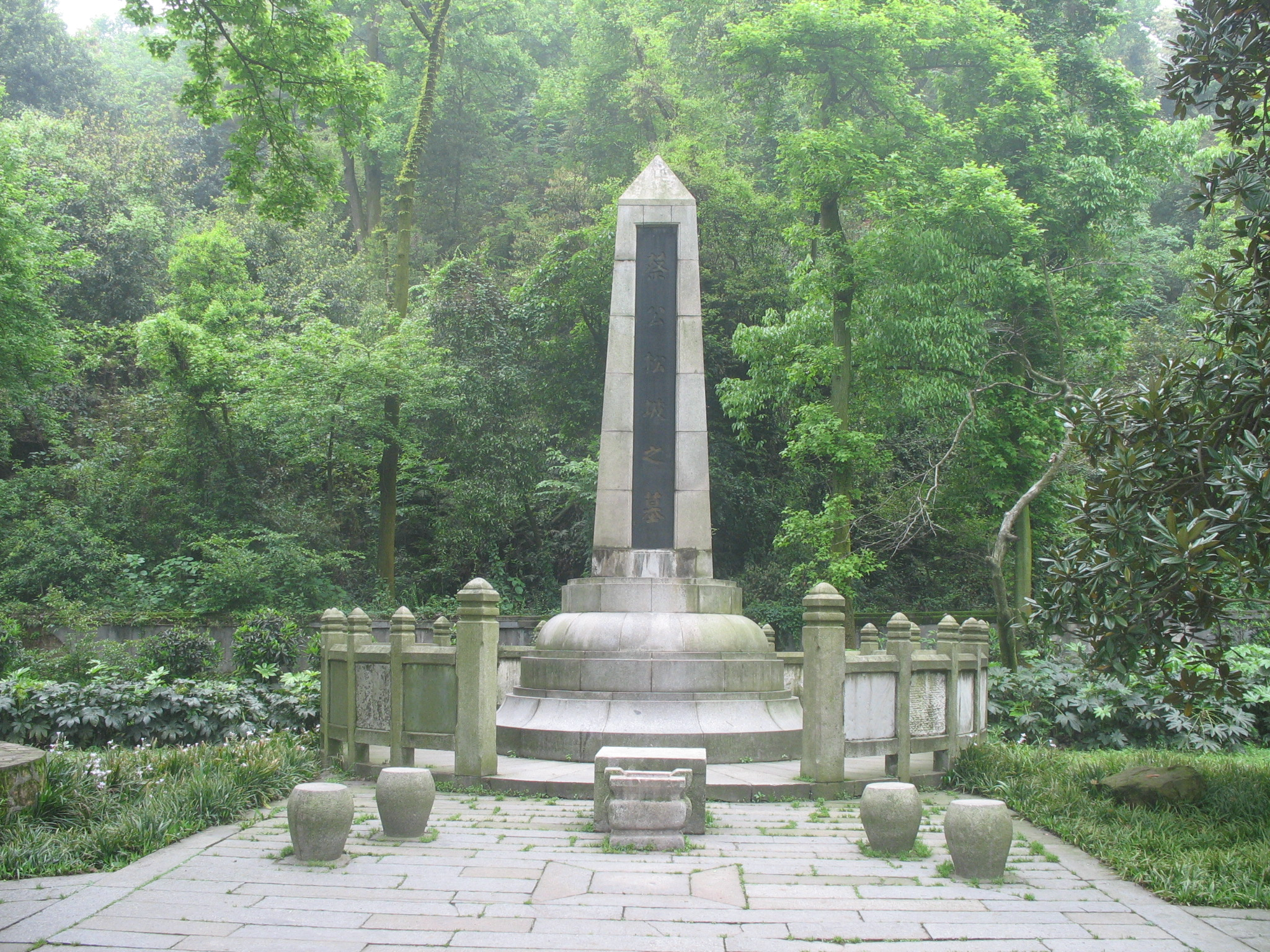
O Túmulo de Cai E, localizado na Montanha Yuelu, Changsha, Hunan, China

Yuan enviou dois comandantes militares líderes do norte da China para atacar Cai, mas embora as forças enviadas por Yuan superassem em número o exército de Cai, os comandantes de Yuan estavam ou não dispostos ou não eram capazes de derrotá-lo. Quando ficou claro que a rebelião de Cai seria bem-sucedida, muitas outras províncias se juntaram a ele em resistência a Yuan. Guangxi e Shandong declararam independência em março, Guangdong e Zhejiang em abril e Shaanxi, Sichuan e Hunan em maio. Com várias províncias ao seu lado, os revolucionários conseguiram forçar Yuan a abandonar o sistema monárquico em 20 de março de 1916.
Após a morte de Yuan em 6 de junho de 1916, Cai ocupou os cargos de Governador-Geral e Governador de Sichuan. Ele partiu para o Japão para tratamento médico na Universidade Imperial de Kyushu em Fukuoka para tratar a tuberculose ainda em 1916, mas faleceu pouco depois de sua chegada. Ele recebeu um funeral de estado na China, na Montanha Yuelu em Hunan, em 12 de abril de 1917.

## Legado
Muitos dos senhores da guerra que serviram sob Yuan Shikai não apoiaram sua ambição de reviver a monarquia, e Cai E foi uma das figuras principais que conseguiram fazer Yuan renunciar. Ele serviu como inspiração para Zhu De, que mais tarde se tornou um dos líderes militares mais bem-sucedidos do Exército Vermelho Chinês, precursor do Exército de Libertação do Povo.